# The Master Trio
The Master Trio – album muzyczny amerykańskiego pianisty jazzowego Tommy’ego Flanagana nagrany wspólnie z basistą Ronem Carterem i perkusistą Tonym Williamsem jako The Master Trio. Materiał muzyczny zarejestrowany został podczas dwóch sesji: 16 i 17 czerwca 1983. LP został wydany w 1983 przez japońską wytwórnię Baybridge Records. Z nagrań dokonanych wtedy w A & R Studio w Nowym Jorku powstała jeszcze jedna płyta: The Master Trio: Blues in the Closet. Zawartość obu tych albumów wydano później na jednym CD zatytułowanym The Trio.

## Muzycy
- Tommy Flanagan – fortepian
- Ron Carter – kontrabas
- Tony Williams – perkusja

## Lista utworów
Strona A
| 1. | "It Don't Mean a Thing" (Duke Ellington) | 6:28  |
|    |                                          |       |
| 2. | "St. Thomas" (Sonny Rollins)             | 5:32  |
|    |                                          |       |
| 3. | "Angel Eyes" (Matt Dennis)               | 5:39  |
|    |                                          |       |
|    |                                          | 17:39 |
|    |                                          |       |
Strona B
| 4. | "New Song #3" (Ron Carter)      | 4:05  |
|    |                                 |       |
| 5. | "Minor Mishap" (Tommy Flanagan) | 4:38  |
|    |                                 |       |
| 6. | "Misterioso" (Thelonious Monk)  | 4:14  |
|    |                                 |       |
| 7. | "Milestones" (Miles Davis)      | 4:38  |
|    |                                 |       |
|    |                                 | 17:35 |
|    |                                 |       |

## Informacje uzupełniające
- Współpraca producencka – Kiyoshi Koyama
- Inżynier dźwięku – Tony May
- Asystent inżyniera – Ollie Cotton, Jr.